# Western Hockey League
Western Hockey League (WHL), tidigare Canadian Major Junior Hockey League (CMJHL); Western Canada Junior Hockey League (WCJHL) och Western Canada Hockey League (WCHL), är en nordamerikansk juniorishockeyliga som ingår i Canadian Hockey League. Ligan startades säsongen 1966/1967 och omfattar lag från västra Kanada samt fyra lag från nordvästra USA. Ligan består av 20 lag. Grundserien består av 72 omgångar, därefter ett slutspel, vinnaren i slutspelet går vidare till Memorial Cup.

## Lagen
Lagen delas upp i två konferenser, Eastern Conference och Western Conference. Eastern Conference består av East Division och Central Division, Western Conference består av B.C. Division och U.S. Division.

### Nuvarande

#### Eastern Conference
| - Brandon Wheat Kings - Moose Jaw Warriors - Prince Albert Raiders - Regina Pats - Saskatoon Blades - Winnipeg Ice | - Calgary Hitmen - Edmonton Oil Kings - Lethbridge Hurricanes - Medicine Hat Tigers - Red Deer Rebels - Swift Current Broncos |

#### Western Conference
| - Kamloops Blazers - Kelowna Rockets - Prince George Cougars - Vancouver Giants - Victoria Royals | - Everett Silvertips - Portland Winterhawks - Seattle Thunderbirds - Spokane Chiefs - Tri-City Americans |

### Tidigare
| - Billings Bighorns - Calgary Buffaloes - Calgary Centennials - Calgary Wranglers - Chilliwack Bruins - Edmonton Ice - Edmonton Oil Kings (1966–1976) - Edmonton Oil Kings (1978–1979) | - Estevan Bruins - Flin Flon Bombers - Great Falls Americans - Kamloops Chiefs - Kamloops Junior Oilers - Kelowna Wings - Kootenay Ice - Lethbridge Broncos | - Moose Jaw Canucks - Nanaimo Islanders - New Westminster Bruins (1971–1981) - New Westminster Bruins (1983–1988) - Seattle Breakers - Spokane Flyers - Tacoma Rockets | - Weyburn Red Wings - Vancouver Nats - Victoria Cougars - Winnipeg Clubs - Winnipeg Jets - Winnipeg Monarchs - Winnipeg Warriors |